# Sky Castle
Sky Castle (en hangul, SKY 캐슬; romanización revisada, SKY Kaeseul) es una serie de televisión surcoreana emitida por JTBC desde el 23 de noviembre de 2018 hasta el 1 de febrero de 2019, protagonizada por Yum Jung-ah, Lee Tae-ran, Yoon Se-ah, Oh Na-ra y Kim Seo-hyung.

## Sinopsis
El drama gira en torno a las vidas de las mamás de casa que viven en una lujosa área residencial llamada Sky Castle en los suburbios de Seúl.
Quienes tratan de hacer que sus esposos sean más exitosos y criar a sus hijos como príncipes y princesas. Quieren que sus hijos vayan a la Escuela de Medicina de la Universidad Nacional de Seúl. Así que los padres se apresuran a enviar a sus hijos a la Universidad Nacional de Seúl. Utilizan todos los medios para llegar a la Escuela de Medicina de la Universidad Nacional de Seúl. Gastan miles de millones de won para contratar coordinadores para los exámenes de ingreso a la universidad.

## Reparto

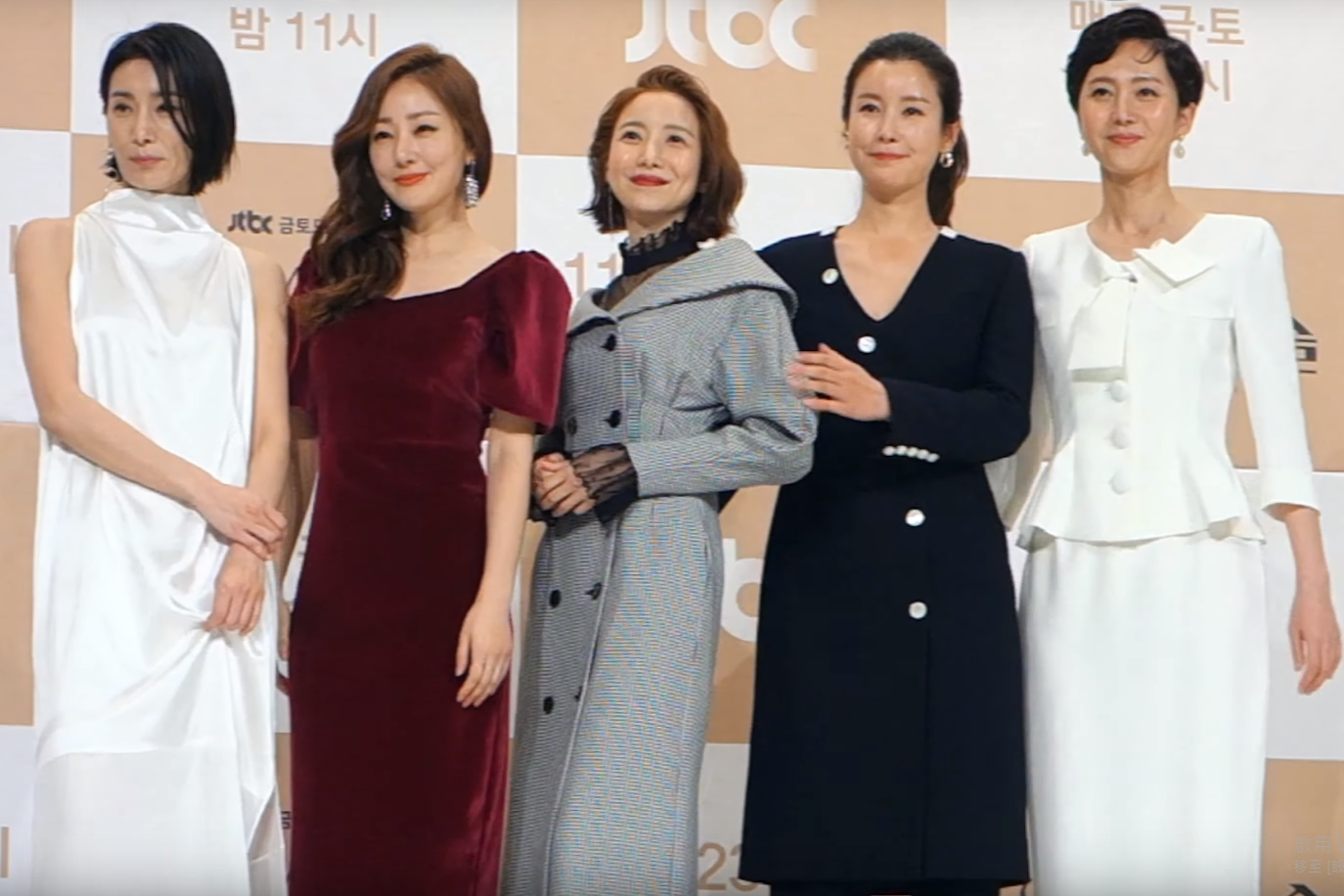
Elenco de la serie durante la conferencia de prensa en noviembre de 2018.

### Personajes principales
- Yum Jung-ah como Han Seo-jin / Kwak Mi-hyang[7]
- Lee Tae-ran como Lee Soo-im[7]
- Yoon Se-ah como Noh Seung-hye[7]
- Oh Na-ra como Jin Jin-hee[7]
- Kim Seo-hyung como Kim Joo-young[8][9]

### Personajes secundarios

#### Gente alrededor de Seo-jin
- Jung Joon-ho como Kang Joon-sang, el marido de Seo-jin. Doctor del Hospital Universitario de Joo-nam.[10]
- Kim Hye-yoon como Kang Ye-seo, la hija mayor de Seo-jin. Su sueño es ingresar a la facultad de medicina de la Universidad Nacional de Seúl.
- Lee Ji-won as Kang Ye-bin, la hija menor de Seo-jin. Cínica y muchas veces choca con su hermana.[11]
- Jung Ae-ri como Madame Yoon, la suegra de Seo-jin.

#### Gente alrededor de Soo-im
- Choi Won-young como Hwang Chi-young, el marido de Soo-im. Doctor del Hospital Universitario de Joo-nam. Enemigo de Joon-sang.[10]
- Kang Chan-hee como Hwang Woo-joo, el hijastro de Soo-im. Está enamorado de Hye-na, y Ye-seo está enamorada de él.[12]

#### Gente alrededor de Seung-hye
- Kim Byung-chul como Cha Min-hyuk, el marido de Seung-hye. Un profesor de derecho y exfiscal.[10]
- Park Yoo-na como Cha Se-ri, la hija de Seung-hye.[13]
- Kim Dong-hee como Cha Seo-joon, el hijo mayor de Seung-hye. Compañero de clase de Woo-joo.[14]
- Jo Byung-gyu como Cha Ki-joon, el hijo menor de Seung-hye. Le gusta jugar trucos en Ye-seo.[15]

#### Gente alrededor de Jin-hee
- Jo Jae-yoon como Woo Yang-woo, el marido de Jin-hee. Un cirujano ortopédico.[10]
- Lee Eugene como Woo Soo-han, el hijo de Jin-hee. No está interesado en estudiar, pero aun así hace todo lo posible bajo una enorme presión académica.[16]

#### Gente alrededor de Joo-young
- Lee Hyun-jin como Cho Tae-joon, el secretario de Joo-young.[17]
- Cho Mi-nyeo como Kay / Katherine, la hija de Joo-young.

#### La familia de Lee Myung-joo
- Kim Jung-nan como Lee Myung-joo, antigua residente de Sky Castle, se suicidó después de que su hijo se escapara de casa.
- Song Geon-hee como Park Young-jae, el hijo de Myung-joo.
- Yu Seong-ju como Park Soo-chang, el esposo de Myung-joo y el padre de Young-jae.
- Lee Joo-yeon como Lee Ga-eul, la novia de Young-jae.[18]

#### Otros
- Kim Bo-ra como Kim Hye-na, estudiante de secundaria de Sin-ah. Ella fue tratada como un enemigo por Ye-seo. La hija ilegítima de Kang Joon-sang. Ella y Hwang Woo-joo tienen un interés romántico mutuo.[19][20]
- Song Min-hyung como Choi In-ho, superintendente médico del Hospital Universitario Joo-nam.
- Lee Yeon-soo como Kim Eun-hye, la madre de Hye-na.[21]
- Kwon Hwa-woon como Lee Choong-sun.
- Woo Jung-won como Min Ja-yeong (ep. 20).[22]
- Woo Mi-wha como la madre de Do-hoon.[23]

## Banda sonora

### Parte 1
| Publicado el 2018 de noviembre del 23 |                                   |              |          |  |
| N.º                                   | Título                            | Artista      | Duración |  |
| 1.                                    | «Princess Maker» (프린세스메이커) | Cheon Dan-bi | 3:31     |  |
| 2.                                    | «Princess Maker» (Inst.)          |              | 3:31     |  |

### Parte 2
| Publicado el 2018 de noviembre del 30 |                                                     |                |          |  |
| N.º                                   | Título                                              | Artista        | Duración |  |
| 1.                                    | «Time is Always On My Side» (시간은 언제나 나의 편) | Romantic Punch | 3:30     |  |
| 2.                                    | «Time is Always On My Side» (Inst.)                 |                | 3:30     |  |

### Parte 3
| Publicado el 2018 de diciembre del 7 |                                  |         |          |  |
| N.º                                  | Título                           | Artista | Duración |  |
| 1.                                   | «It Has To Be You» (너여야만 해) | ABOUT   | 3:36     |  |
| 2.                                   | «It Has To Be You» (Inst.)       |         | 3:36     |  |

### Parte 4
| Publicado el 2018 de diciembre del 12 |                      |         |          |  |
| N.º                                   | Título               | Artista | Duración |  |
| 1.                                    | «We All Lie»         | Ha Jin  | 3:15     |  |
| 2.                                    | «We All Lie» (Inst.) |         | 3:15     |  |

### Parte 5
| Publicado el 2018 de diciembre del 21 |                 |         |          |  |
| N.º                                   | Título          | Artista | Duración |  |
| 1.                                    | «Comma» (쉼표)  | WAX     | 4:21     |  |
| 2.                                    | «Comma» (Inst.) |         | 4:21     |  |

### Parte 6
| Publicado el 2018 de diciembre del 28 |                |         |          |  |
| N.º                                   | Título         | Artista | Duración |  |
| 1.                                    | «I Do»         | MIII    | 3:10     |  |
| 2.                                    | «I Do» (Inst.) |         | 3:10     |  |

### Parte 7
| Publicado el 2018 de diciembre del 28 |                                                        |                |          |  |
| N.º                                   | Título                                                 | Artista        | Duración |  |
| 1.                                    | «It's Good As Long As Only I Live» (나만 잘 살면 되지) | Yook Joong-wan | 3:06     |  |
| 2.                                    | «It's Good As Long As Only I Live» (Inst.)             |                | 3:06     |  |

| Disc 2: |                                |                            |          |  |
| N.º     | Título                         | Artista                    | Duración |  |
| 1.      | «Agalmoery»                    | Kim Tae Sung, Choi Jung In | 4:32     |  |
| 2.      | «Bolero»                       | Kim Tae Sung, Choi Jung In | 1:58     |  |
| 3.      | «Butterfly»                    | Kim Tae Sung, Choi Jung In | 1:59     |  |
| 4.      | «Endless Night»                | Kim Tae Sung, Choi Jung In | 2:35     |  |
| 5.      | «Kim Jo Young»                 | Kim Tae Sung, Choi Jung In | 4:27     |  |
| 6.      | «Tell you the truth»           | Kim Tae Sung, Choi Jung In | 4:43     |  |
| 7.      | «The top of one's desire»      | Kim Tae Sung, Choi Jung In | 4:28     |  |
| 8.      | «What I Want»                  | Kim Tae Sung, Choi Jung In | 3:25     |  |
| 9.      | «We all live (Orchestra ver.)» | Kim Tae Sung, Choi Jung In | 4:04     |  |
| 10.     | «We all live (slow ver.)»      | Ha Jin                     | 2:12     |  |
| 11.     | «Whisper of evil»              | Kim Tae Sung, Choi Jung In | 3:30     |  |

## Recepción

### Audiencia
En azul la audiencia más baja y en rojo la más alta, correspondientes a las empresas medidoras TNms y AGB Nielsen.
| Ep. #    | Fecha de estreno        | Promedio de audiencia compartida | Promedio de audiencia compartida | Promedio de audiencia compartida |
| Ep. #    | Fecha de estreno        | AGB Nielsen                      | AGB Nielsen                      | TNmS                             |
| Ep. #    | Fecha de estreno        | Nacional                         | Seúl                             | Nacional                         |
| -------- | ----------------------- | -------------------------------- | -------------------------------- | -------------------------------- |
| 1        | 23 de noviembre de 2018 | 1.727 %                          | 2.9 %                            | 2.2 %                            |
| 2        | 24 de noviembre de 2018 | 4.373 %                          | 4.584 %                          | 4.4 %                            |
| 3        | 30 de noviembre de 2018 | 5.186 %                          | 6.035 %                          | —                                |
| 4        | 1 de diciembre de 2018  | 7.496 %                          | 8.144 %                          | —                                |
| 5        | 7 de diciembre de 2018  | 7.487 %                          | 8.623 %                          | 6.9 %                            |
| 6        | 8 de diciembre de 2018  | 8.934 %                          | 9.754 %                          | 9.0 %                            |
| 7        | 14 de diciembre de 2018 | 8.432 %                          | 9.667 %                          | —                                |
| 8        | 15 de diciembre de 2018 | 9.539 %                          | 10.471 %                         | —                                |
| 9        | 21 de diciembre de 2018 | 9.714 %                          | 10.522 %                         | —                                |
| 10       | 22 de diciembre de 2018 | 11.298 %                         | 13.312 %                         | 10.1 %                           |
| 11       | 28 de diciembre de 2018 | 9.585 %                          | 10.296 %                         | 9.3 %                            |
| 12       | 29 de diciembre de 2018 | 12.305 %                         | 13.646 %                         | 11.7 %                           |
| 13       | 4 de enero de 2019      | 13.279 %                         | 14.389 %                         | 13.2 %                           |
| 14       | 5 de enero de 2019      | 15.780 %                         | 17.254 %                         | 15.5 %                           |
| 15       | 11 de enero de 2019     | 16.397 %                         | 18.443 %                         | —                                |
| 16       | 12 de enero de 2019     | 19.243 %                         | 21.010 %                         | 18.6 %                           |
| 17       | 18 de enero de 2019     | 19.923 %                         | 21.927 %                         | —                                |
| 18       | 19 de enero de 2019     | 22.316 %                         | 24.501 %                         | —                                |
| 19       | 26 de enero de 2019     | 23.216 %                         | 24.622 %                         | —                                |
| 20       | 1 de febrero de 2019    | 23.779 %                         | 24.357 %                         | —                                |
| Promedio | Promedio                | 12.500 %                         | 12.627 %                         | —                                |
| Especial | 2 de febrero de 2019    | 7.319 %                          | 7.327 %                          | —                                |

## Premios y nominaciones
| Año  | Premio                    | Categoría                      | Recipiente     | Resultado | Ref.          |
| ---- | ------------------------- | ------------------------------ | -------------- | --------- | ------------- |
| 2019 | 55th Baeksang Arts Awards | Mejor drama                    | Sky Castle     | Nominados | [ 32 ]        |
| 2019 | 55th Baeksang Arts Awards | Mejor director                 | Jo Hyun-tak    | Ganador   | [ 32 ]        |
| 2019 | 55th Baeksang Arts Awards | Mejor actriz                   | Kim Seo-hyung  | Nominada  | [ 32 ]        |
| 2019 | 55th Baeksang Arts Awards | Mejor actriz                   | Yum Jung-ah    | Ganadora  | [ 32 ]        |
| 2019 | 55th Baeksang Arts Awards | Mejor actor de reparto         | Kim Byung-chul | Ganador   | [ 32 ]        |
| 2019 | 55th Baeksang Arts Awards | Mejor actriz de soporte        | Yoon Se-ah     | Nominada  | [ 32 ]        |
| 2019 | 55th Baeksang Arts Awards | Mejor actriz nueva             | Kim Hye-yoon   | Ganadora  | [ 32 ]        |
| 2019 | 55th Baeksang Arts Awards | Mejor guion                    | Yoo Hyun-mi    | Nominada  | [ 32 ]        |
| 2019 | 55th Baeksang Arts Awards | Premio técnico (filmación)     | Oh Jae-ho      | Nominado  | [ 32 ]        |
| 2019 | Korea Drama Awards        | Popular Female Character Award | Kim Bo-ra      | Ganadora  | [ 33 ] [ 34 ] |
| 2019 | Korea Drama Awards        | Hot Star China Award           | Kim Seo-hyung  | Ganadora  | [ 33 ] [ 34 ] |
| 2019 | Korea Drama Awards        | Mejor Drama                    | "SKY Castle"   | Ganador   | [ 33 ] [ 34 ] |
| 2019 | Korea Drama Awards        | OST Award                      | Han Jin        | Ganadora  | [ 33 ] [ 34 ] |

## Emisión internacional
- Filipinas: GMA Network (2019).
- Hong Kong: Now TV (2019).
- Indonesia: Trans TV (2019).
- Tailandia: Channel 7 (2019).
- Taiwán: ELTA TV (2019).